# (14147) Wenlingshuguang
(14147) Wenlingshuguang (1998 SG43) – planetoida z grupy pasa głównego asteroid okrążająca Słońce w ciągu 3,55 lat w średniej odległości 2,33 j.a. Odkryta 23 września 1998 roku.